# Huanta
Huanta – miasto w Peru, w regionie Ayacucho, stolica prowincji Huanta, położone 2400 m n.p.m. W 2005 liczyło 27 814 mieszkańców.